# رازهای یک مرد بسیار جذاب
رازهای یک مرد بسیار جذاب (انگلیسی: Secrets of a Superstud) یک کمدی جنسی بریتانیایی است که در سال ۱۹۷۶ منتشر شد. از بازیگران آن می‌توان به مارک جونز و مایکل کرانین اشاره کرد.